# Pians
Pians – gmina położona na zachodzie Austrii, w kraju związkowym Tyrol, w powiecie Landeck.
Pians leży na południe od Alp Lechtalskich, w dolinie Stanz, przez którą przepływa Sanna, u ujścia potoku Lattenbach. Powyżej Pians na lewym brzegu Sanny leży Grins, po przeciwnej stronie rzeki  – Tobadill.
W większości w tunelu przez Pians przebiega Arlberg Schnellstraße (droga ekspresowa S16), zaś na powierzchni droga krajowa B197 i linia kolejowa Arlbergbahn.
Pierwsza wzmianka o gminie pochodzi z roku 1705 jako Pyäns.
W gminie znajduje się kościół parafialny pw. św. Trójcy (Hl. Dreifaltigkeit) z 1829, później przebudowany i gotycka kaplica św. Małgorzaty (hl. Margaretha) z freskami.